# Martin Reiner (architekt)
Martin Reiner (1. října 1900 Kispest – 13. dubna 1973 Praha) byl pražský německy mluvící architekt a sochař.

## Život
Martin Reiner studoval v letech 1921–1926 architekturu na pražské německé technice. Společně s Ing. Juliem Landsmannem vlastnil ve 30. letech 20. století architektonický ateliér.
Během druhé světové války pobýval v Praze, díky svému maďarskému občanství nebyl odsunut do koncentračního tábora. Po válce se přestal věnovat architektuře a přesunul se k sochařské tvorbě.
Po válce až do své smrti žil v Praze 7, Milady Horákové 846/94, tzv. Molochově, kde část sklepního prostoru používal jako ateliér. Podstatně větší ateliér si vytvořil v obci Šemanovice, kde vlastnil se svojí paní Magdou Reinerovou malou chalupu s výhledem do Šemanovického dolu.

## Architektonická tvorba
Typickými prvky Reinerových fasád byla kruhová okna a oválné markýzy. Velkou pozornost věnoval vstupním pasážím, kde často používal zrcadlové nebo opaxitové obklady. Na následujících realizacích spolupracoval s kolegou Juliem Landsmannem:
- činžovní dům Nad Královskou oborou 3, Praha 7 - Bubeneč (1938)
- činžovní dům Pplk. Sochora 7, Praha 7 - Holešovice (1936–1937), po roce 1938 původní Reinerův projekt dokončuje Emanuel Hruška[2]
- činžovní dům U Letenského sadu 5, Praha 7 - Holešovice (1938)
- činžovní dům Sudoměřská 1, Praha 3 - Žižkov (1936–1937)

## Sochařská tvorba
Reinerovu poválečnou sochařskou tvorbu oceňovala především mladší generace. Byl autodidakt a věnoval se figurální tvorbě.
- Socha "Hudba" provedena v pískovci, Litoměřická ulice, Praha 9 - Prosek (1969)[3]
- Socha "Ocelář" u GDM v Kladně

## Galerie

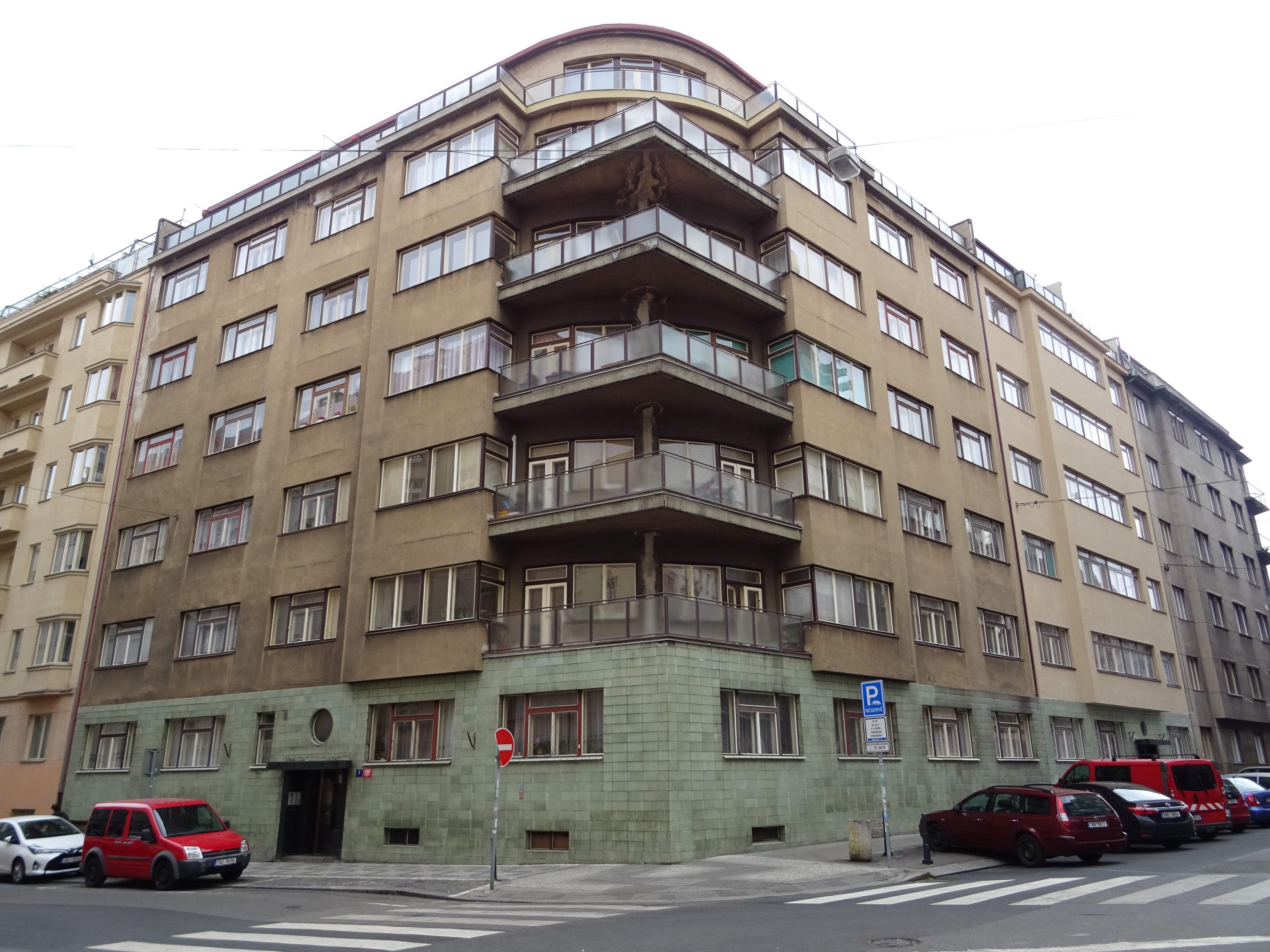
Činžovní dům v ulici Pplk. Sochora v pražských Holešovicích
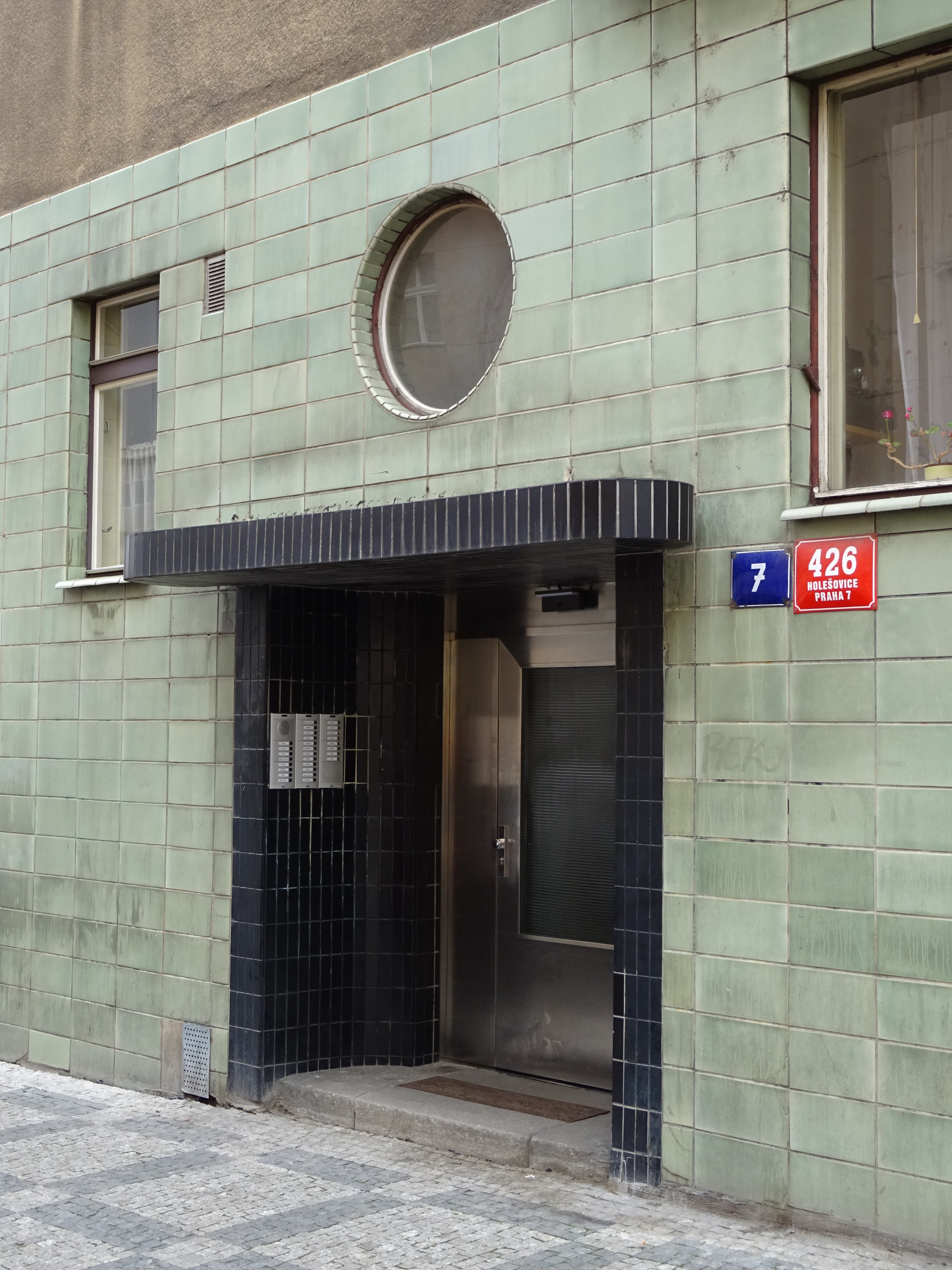
Detail portálu s kruhovým oknem v ulici Pplk. Sochora
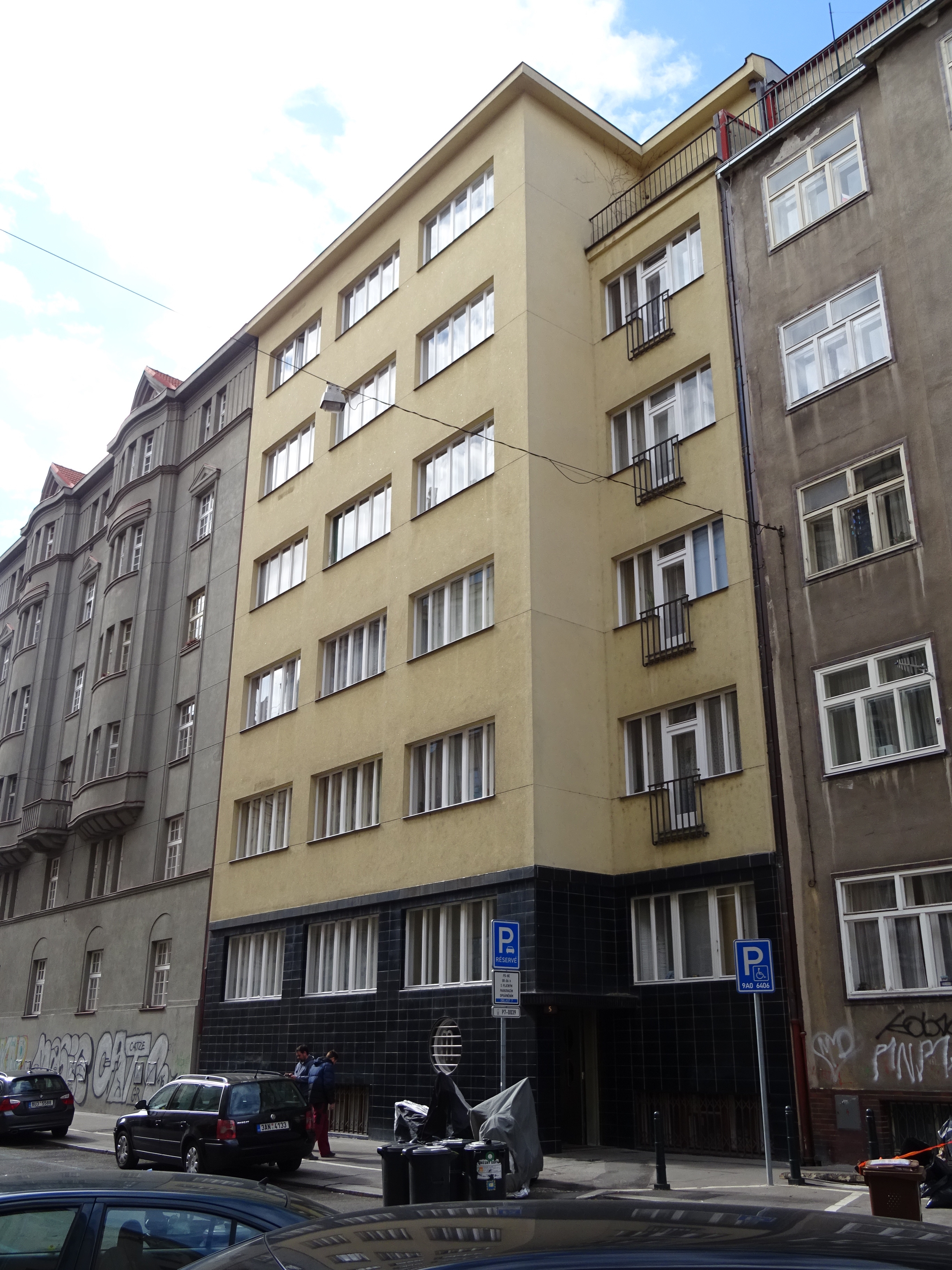
Činžovní dům v ulici U Letenského sadu
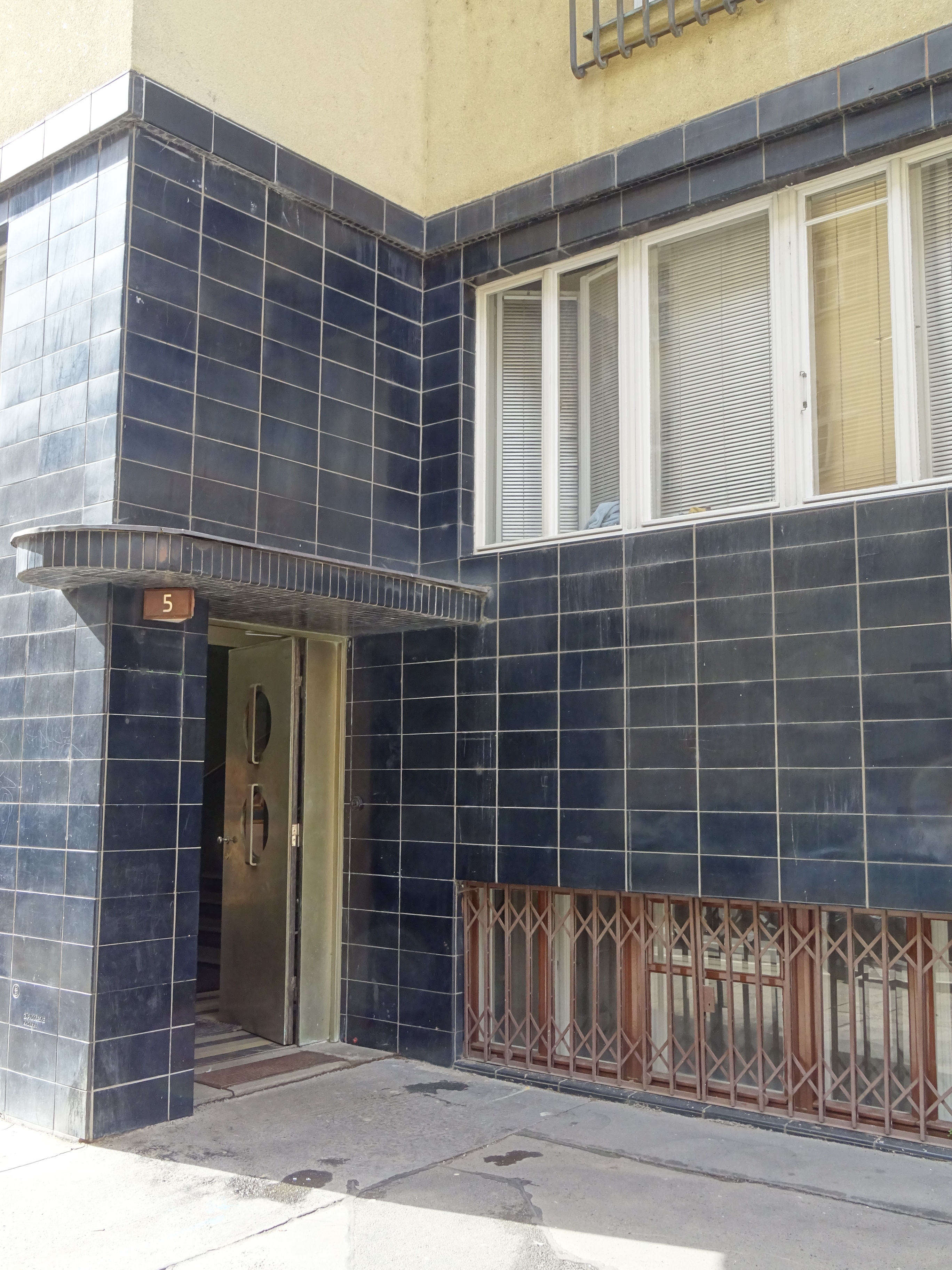
Detail vstupu činžovního domu v ulici U Letenského sadu
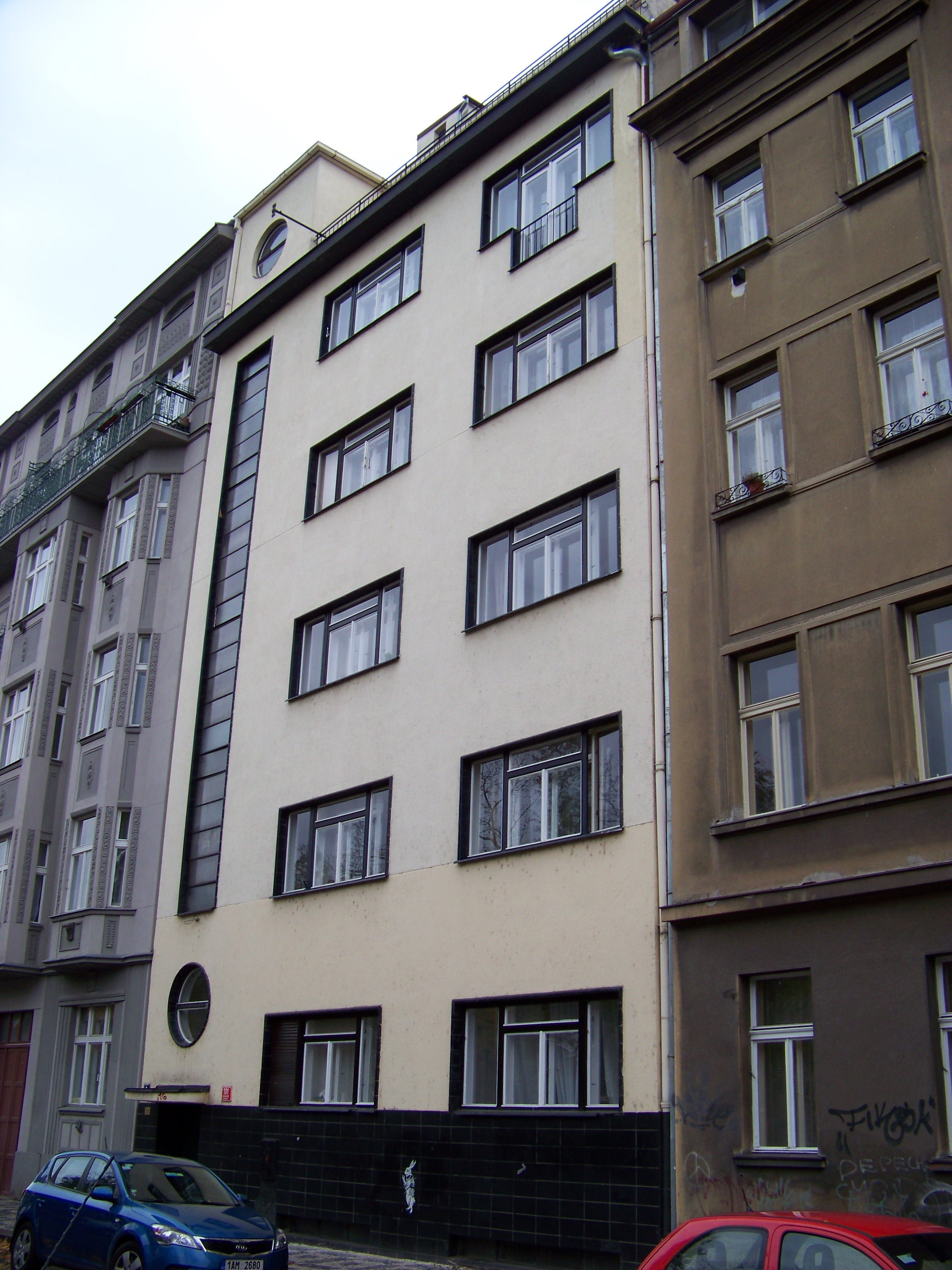
Činžovní dům v ulici Nad Královskou oborou
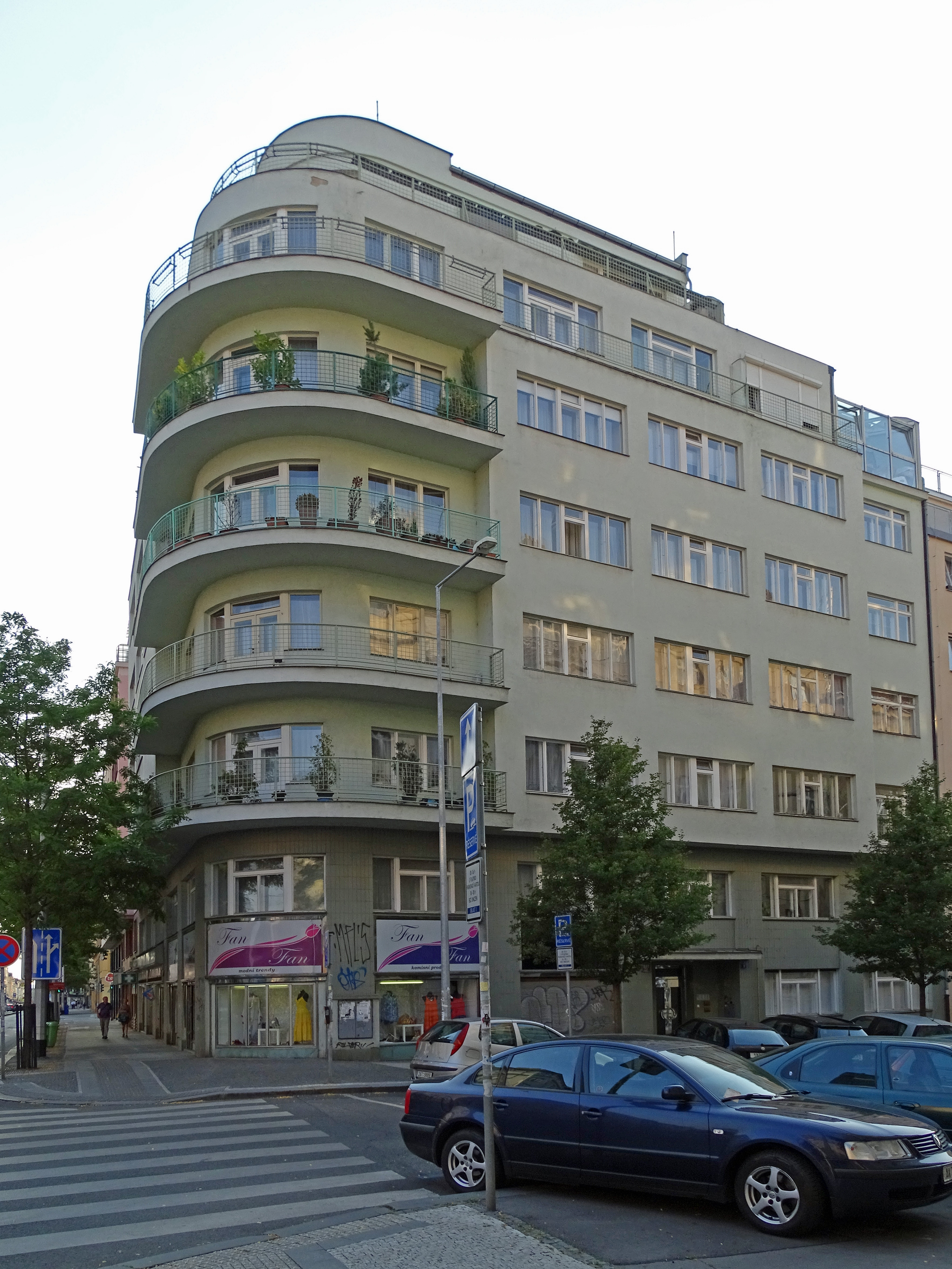
Činžovní dům Sudoměřská 1 na pražském Žižkově
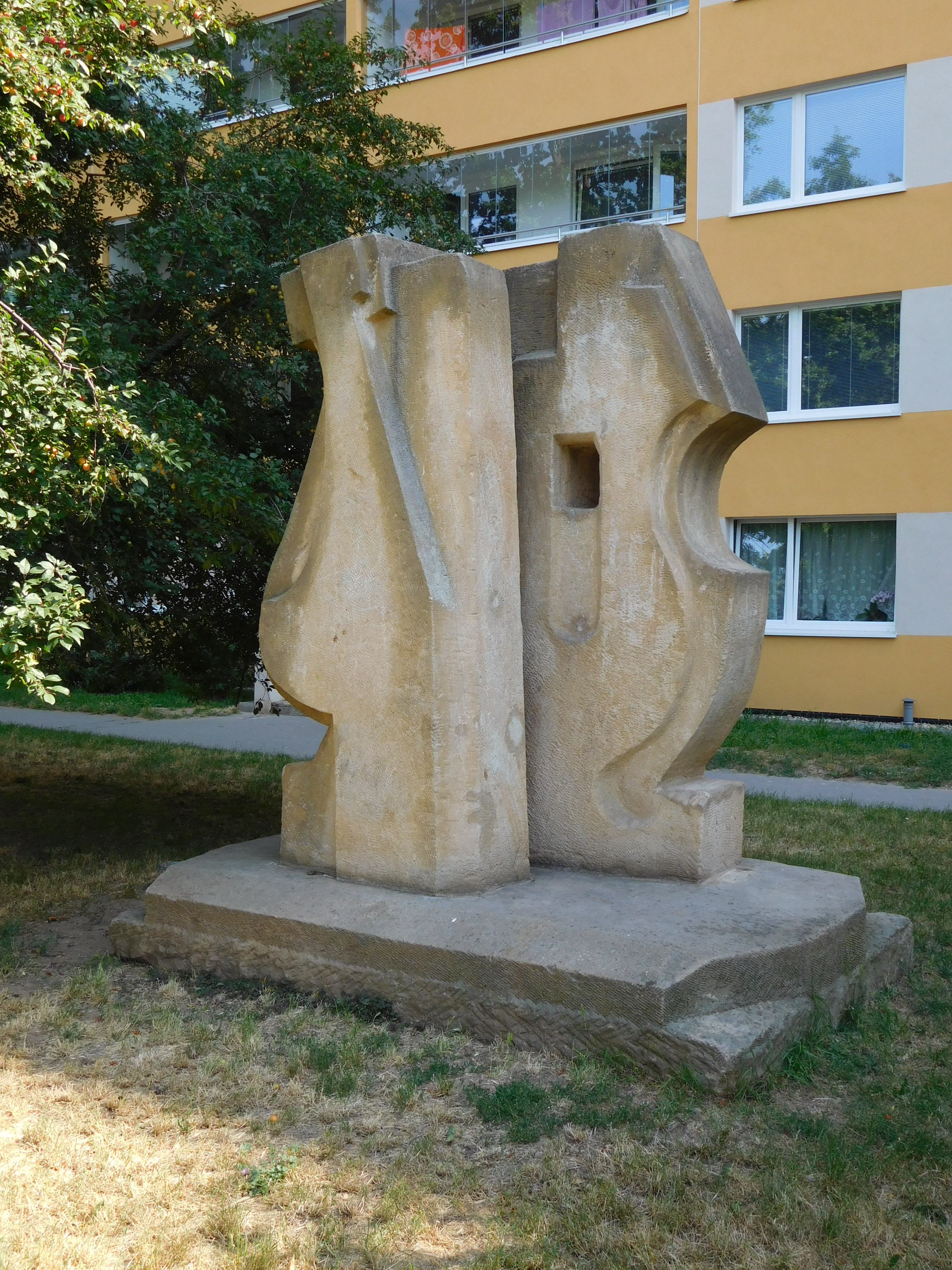
Plastika "Hudba", Praha - Prosek
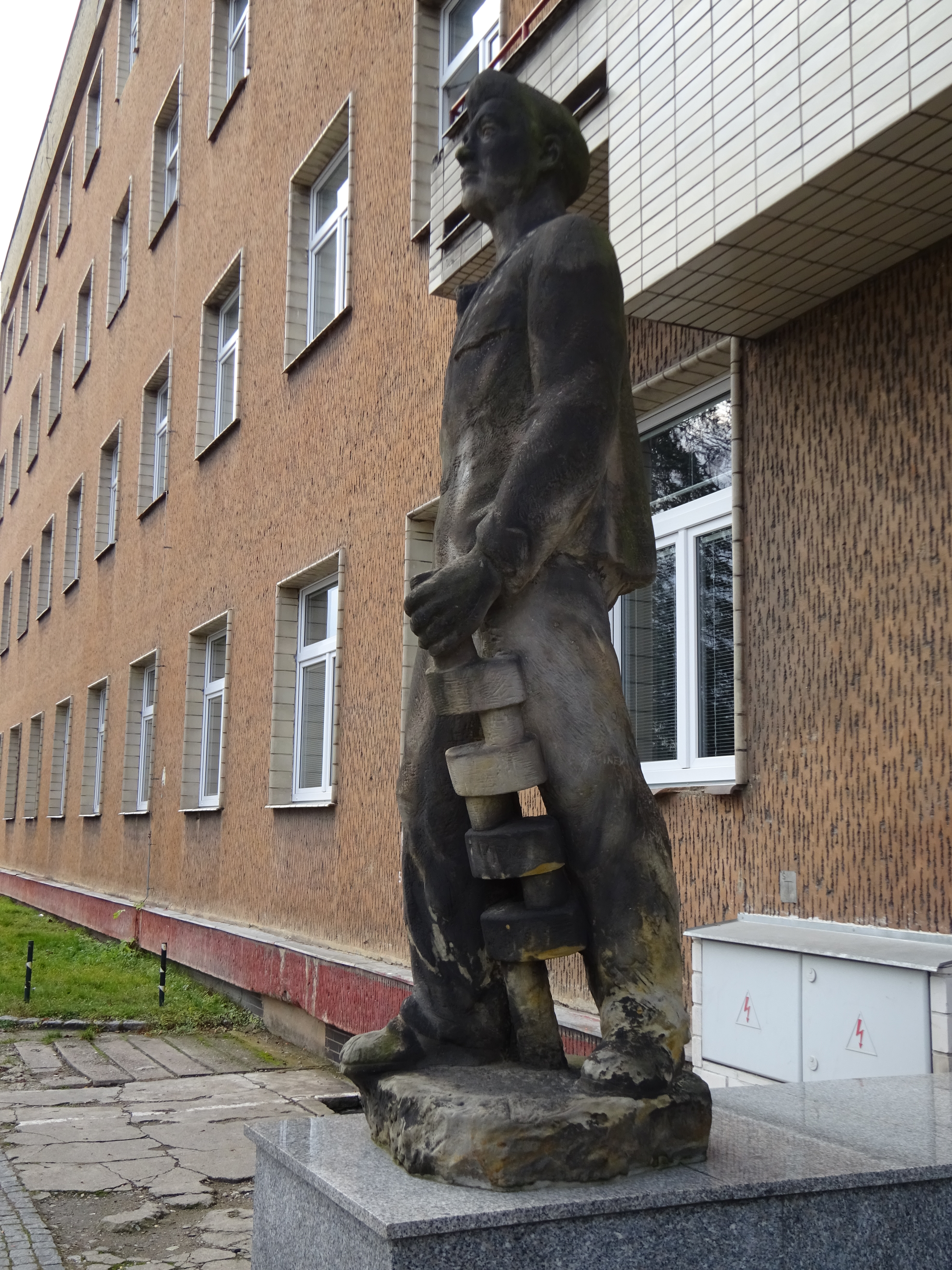
Socha "Oceláře" u GDM v Kladně